# Christopher Guest
Lord Christopher Haden-Guest, V Barone Haden-Guest (New York, 5 febbraio 1948), è un comico, regista, compositore, cantante, musicista, chitarrista e attore, oltre che un cabarettista, scrittore e regista di pubblicità televisiva statunitense naturalizzato britannico.

## Biografia
Christopher Haden-Guest è nato a New York, figlio del britannico Peter Haden-Guest, IV Barone Haden-Guest, diplomatico alle Nazioni Unite e della sua seconda moglie, Jean Pauline Hindes.
Inizia la sua carriera negli anni settanta contribuendo al National Lampoon Radio Hour, come attore partecipa al film Il giustiziere della notte e partecipa a varie serie tv come Laverne & Shirley e A cuore aperto. Verso la metà degli anni ottanta fa parte del cast del Saturday Night Live.
Nel 1984 prende parte al documentario di Rob Reiner, This Is Spinal Tap, dove interpreta Nigel Tufnel, membro della semi-fittizia band heavy metal Spinal Tap. Negli stessi anni recita nei film La piccola bottega degli orrori (1986), Terapia di gruppo (1987) e La storia fantastica (1987).
Dopo aver diretto alcuni lavori per la televisione, nel 1989 debutta come regista per il grande schermo con il film Il grande regista, di cui cura anche la sceneggiatura. Nel 1992 recita nel film Codice d'onore con Tom Cruise, mentre nel 1996 dirige il suo secondo lungometraggio, Sognando Broadway, di cui oltre la sceneggiatura, compone le musiche per la colonna sonora.
In seguito dirige i falsi documentari Campioni di razza (2000) e  A Mighty Wind (2003), in cui collabora con Eugene Levy in veste sia di sceneggiatore che di interprete, inoltre collabora spesso con gli attori Bob Balaban e Parker Posey. Nel 2005 Guest recita in Lady Henderson presenta.
Nel 2013 crea, scrive e dirige, oltre a essere produttore esecutivo, la serie televisiva Family Tree, prodotta per HBO e BBC Two.

### Vita privata
Dal 1984 è sposato con l'attrice Jamie Lee Curtis, con la quale ha adottato due figli: Annie (1986) e Ruby (1996). Con la morte del padre, avvenuta nel 1996, ha ereditato il titolo di barone di Haden-Guest nella contea dell'Essex.

## Filmografia parziale

### Attore
- Anche i dottori ce l'hanno (The Hospital), regia di Arthur Hiller (1971) - non accreditato
- La pietra che scotta (The Hot Rock), regia di Peter Yates (1972)
- Il giustiziere della notte (Death Wish), regia di Michael Winner (1974)
- Due uomini e una dote (The Fortune), regia di Mike Nichols (1975)
- It Happened One Christmas, regia di Donald Wrye – film TV (1977)
- Girlfriends, regia di Claudia Weill (1978)
- Un uomo chiamato uomo (The Last Word), regia di Roy Boulting (1979)
- I cavalieri dalle lunghe ombre (The Long Riders), regia di Walter Hill (1980)
- Heartbeeps, regia di Allan Arkush (1981)
- This Is Spinal Tap, regia di Rob Reiner (1984)
- La piccola bottega degli orrori (Little Shop of Horrors), regia di Frank Oz (1986)
- Terapia di gruppo (Beyond Therapy), regia di Robert Altman (1987)
- La storia fantastica (The Princess Bride), regia di Rob Reiner (1987)
- Una borsa piena di guai (Sticky Fingers), regia di Catlin Adams (1988)
- Il grande regista (The Big Picture), regia di Christopher Guest (1989)
- Codice d'onore (A Few Good Men), regia di Rob Reiner (1992)
- Sognando Broadway (Waiting for Guffman), regia di Christopher Guest (1996)
- Almost Heroes, regia di Christopher Guest (1998)
- Campioni di razza (Best in Show), regia di Christopher Guest (2000)
- A Mighty Wind - Amici per la musica (A Mighty Wind), regia di Christopher Guest (2003)
- Lady Henderson presenta (Mrs Henderson Presents), regia di Stephen Frears (2005)
- For Your Consideration, regia di Christopher Guest (2006)
- Una notte al museo 2 - La fuga (Night at the Museum: Battle of the Smithsonian), regia di Shawn Levy (2009)
- Il primo dei bugiardi (The Invention of Lying), regia di Ricky Gervais e Matthew Robinson (2009)
- Mascots, regia di Christopher Guest (2016)

### Doppiatore
- Tarzoon - La vergogna della giungla (Tarzoon, la honte de la jungle), regia di Picha e Boris Szulzinger (1975) - versione americana
- Le chaînon manquant, regia di Picha (1980) - versione americana
- I Simpson (1992) - episodio Lo show di Otto (The Otto Show)

### Regista
- Il grande regista (The Big Picture) (1989)
- Una donna in "crescendo" (Attack of the 50 Ft. Woman) (1993) - film TV
- Sognando Broadway (Waiting for Guffman) (1996)
- Almost Heroes (1998)
- Campioni di razza (Best in Show) (2000)
- A Mighty Wind - Amici per la musica (2003)
- For Your Consideration (2006)
- The Wizard of Oz Focus Group (2012) - sketch per gli 84th Academy Awards, anche attore
- Family Tree – serie TV (2013)
- Mascots (2016)

## Doppiatori italiani
- Massimo Giuliani in Il giustiziere della notte
- Mico Cundari in I cavalieri dalle lunghe ombre
- Mino Caprio in La piccola bottega degli orrori
- Sandro Iovino in La storia fantastica
- Manlio De Angelis in Codice d'onore
- Dario Penne in Lady Henderson presenta
- Paolo Marchese in Una notte al museo 2 - La fuga